# 香草冰
羅伯·馬修·范·溫克爾（英語：Robert Matthew Van Winkle，1967年10月31日—）或稱藝名香草冰（英語：Vanilla Ice），美國男饒舌歌手、演員、唱片製作人、歌手和電視主持人。知名專輯如《To the Extreme》（1990年）、《Mind Blowin'》（1994年）和《W.T.F. (Wisdom, Tenacity and Focus)》（2011年）。
除了音樂事業外，他也是名演員，參演過的作品如電影《他酷的像冰》（1991年）、《瞎客帝国》（2005年）和《爸爸的好儿子》（2012年）。

## 延伸閱讀
- Krulik, Nancy E. (1991). M.C. Hammer and Vanilla Ice: The Hip-hop Never Stops. New York: Scholastic Inc. ISBN 0-590-44980-X.

## 外部連結
- 官方网站
- 香草冰在互联网电影资料库（IMDb）上的資料（英文）